# Zeinabu irene Davis
Zeinabu irene Davis née le 13 avril 1961 est une cinéaste afro-américaine et féministe. Elle fait partie de L.A. Rebellion.  

## Biographie
Née à Philadelphie, Zeinabu irene Davis, s' oriente vers les arts, le théâtre et l'éducation. Zeinabu irene Davis étudie à l'Université Brown. Elle se rend ensuite au Kenya, ce qui a accroît son intérêt pour les études afro-américaines. Elle poursuit son master en 1983 en se concentrant sur les études africaines, puis obtient un second master en beaux-arts, sprécialisation production cinématographique et vidéo de l'UCLA en 1989. Elle reçoit de nombreuses subventions et bourses de différentes institutions et fondations ; Rockefeller Foundation, American Film Institute, National Endowment for the Arts. Elle enseigne à Antioch College, puis Northwestern University et à l'Université de Californie à San Diego, où elle est professeure de communications. 

## Les films
Elle réalise des films narratifs, des documentaires ou des films expérimentaux. Ils sont associés au black féminisme. Elle relate les expériences que vivent les femmes afro-américaines. Zeinabu irene Davis soutient l'idée de l'émergence d'une esthétique noire développée par les cinéastes noirs. Zeinabu irene Davis fait partie du mouvement L.A. Rebellion, qui implique des cinéastes noirs indépendants qui ont étudié à l'UCLA et qui produisent un cinéma alternatif et indépendant, plus proches de la réalité des personnes noires en opposition au cinéma hollywoodien classique.  
En 2015, elle réalise le documentaire Spirits of Rebellion : Black cinema from UCLA. Elle brosse le portrait intime de plusieurs cinéastes associés à L.A. Rebellion, dont Charles Burnett, Ben Caldwell, Julie Dash, Haile Gerima, Barbara McCullough, Billy Woodberry et elle-même. Le film revient sur l'origine du nom L.A. Rébellion, l'importance de l'enseignement public et la question sous-jacente, « Qu'est-ce qu'un film noir? ».

## Prix et distinctions
- Gordon Parks Directing Award, pour le film Compensation, Independent Feature Project, New York

- Prix du Black Filmmakers Hall of Fame, Oakland, pour le film Cycles, 1989
- Prix National Black Programming Consortium, pour le film Cycles, 1989

- Meilleur long métrage documentaire, Festival de San Diego, pour le film Spirits of Rebellion, 2017[7]

## Filmographie
| An   | Titre                                                                          | Contribution                 | Remarques                                                         |
| ---- | ------------------------------------------------------------------------------ | ---------------------------- | ----------------------------------------------------------------- |
| 1982 | Filmstatement                                                                  | Réalisatrice                 |                                                                   |
| 1983 | Recreating Black Women's Media Image                                           | Réalisatrice                 |                                                                   |
| 1986 | Crocodile Conspiracy                                                           | Réalisatrice                 |                                                                   |
| 1987 | Sweet Bird of Youth                                                            | Réalisatrice                 | Court métrage de 5 minutes                                        |
| 1987 | Canta for Our Sisters                                                          | Réalisatrice                 |                                                                   |
| 1989 | Cycles                                                                         | Réalisatrice                 |                                                                   |
| 1991 | A Period Piece                                                                 | Réalisatrice                 |                                                                   |
| 1991 | A Powerful Thang                                                               | Réalisatrice, productrice    |                                                                   |
| 1995 | Mother of the River                                                            | Réalisatrice                 |                                                                   |
| 1999 | Compensation                                                                   | Réalisatrice, productrice    |                                                                   |
| 2005 | Las Abuelas - Latina Grandmothers Explain the World and Other Stories of Faith | Co-Réalisatrice, productrice |                                                                   |
| 2005 | Trumpetistically, Clora Bryant                                                 | Réalisatrice, productrice    |                                                                   |
| 2008 | Delta Children: Future of the Blues                                            | Co-directeur                 |                                                                   |
| 2009 | Passengers                                                                     | Réalisatrice, productrice    |                                                                   |
| 2010 | Momentum: A Conversation with Black Women on Achieving Graduate Degrees        | Réalisatrice                 |                                                                   |
| 2010 | Co-motion: Tales of Breastfeeding Woman                                        | Réalisatrice                 |                                                                   |
| 2015 | Spirits of Rebellion: Black Film à UCLA                                        | Réalisatrice                 | Meilleur long métrage documentaire aux San Diego Film Awards 2017 |